# Sebastian Strandvall
Sebastian Strandvall, född 16 september 1986 i Helsingfors, är en finländsk före detta fotbollsspelare.
Han har förutom moderklubben Vasa IFK representerat de inhemska klubbarna FC Haka, IFK Mariehamn, Vaasan Palloseura, VPS samt österrikiska SC Austria Lustenau och iranska Rah Ahan. 
Strandvall återvände 2016 till VPS efter ett och ett halvt år utomlands. I samband med VPS 90-årsjubileum år 2014 röstade lagets supportrar in honom i klubbens alla tiders all-star-lag.
Han valdes till månadens spelare i Veikkausliiga för oktober 2014. Våren 2014 debuterade han i det finländska A-landslaget. Innan dess hade han spelat 4 B-landskamper. 
Våren 2015 skrev Strandvall på för österrikiska SC Austria Lustenau. Sejouren i Österrike blev kort, då han i augusti 2015 värvades av Iranska ligaklubben Rah Ahan Crystal F.C.
Sebastian Strandvall är bror till längdskidåkaren Matias Strandvall. Han är också kusin med artisten och komikern Kevin Holmström, känd från humorgruppen KAJ.